# McFlurry

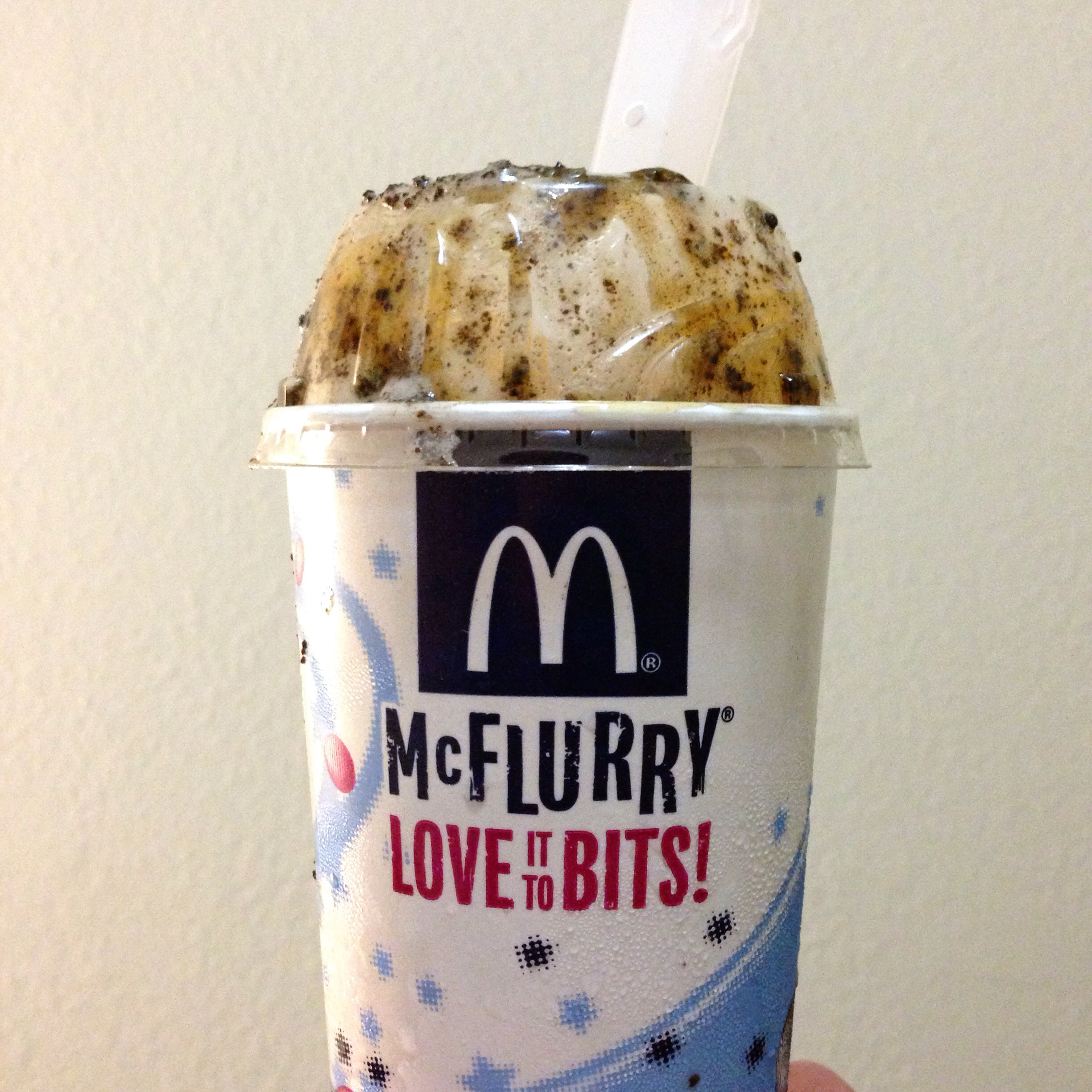

McFlurry – rodzaj deseru lodowego, serwowanego w sieciach fast food McDonald’s.

## Opis
McFlurry to deser lodowy, składający się z kremowych lodów waniliowych oraz polewy i cukierkowej posypki, które każdy może dowolnie skomponować. Posypki i polewy bardzo często pojawiają się sezonowo – w ramach oferty promocyjnej. Podawany jest w kartonowym kubeczku (do niedawna kubki były kartonowe z plastikową przykrywką, odejście od plastikowych przykrywek było jednym z elementów strategii McDonald‘s dot. ochrony środowiska) i długą, drewnianą łyżeczką.

## Rodzaje dodatków
Rodzaje polew
- czekoladowa (stała)
- karmelowa (stała)
- truskawkowa (stała)
- z białej czekolady (w niektórych państwach europejskich, np. Hiszpania)

Rodzaje posypek
- z batona Lion (stała)
- z batona KitKat
- z batona Bounty
- z Magnum Classic
- z Magnum Gold
- z cukierków M&M's
- z curkieków Smarties[2]
- z czekolady Dairy Milk[2]
- z ciastek Oreo
- z batona Milkyway/Milkybar

## Wartości odżywcze McFlurry Lion
Jedna porcja zawiera:
- 285 kcal
- białko: 5,6 g
- tłuszcze: 10 g
- węglowodany: 43 g
- sód: 0,69 g

Zawiera alergeny: gluten, soję, orzeszki ziemne, mleko.